# الجبهة الثورية (السويد)
الجبهة الثورية (بالسويدية: Revolutionära fronten)‏ كانت شبكة سياسية من أقصى اليسار ومجموعة مسلحة متطرفة في السويد. كان هدف الجبهة هو تفكيك المجتمع الحالي من خلال الثورة وتأسيس دولة اشتراكية. قاتلت الجماعة ضد الفاشية والعنصرية والتحيز الجنسي والرأسمالية، وشنت حملات بوسائل عنيفة.

## التنظيم والأنشطة
تشكلت الجبهة الثورية عام 2002م من قبل جويل بيسترستر ألمجرين وآخرين. تشكلت الجبهة بعد أعمال الشغب في غوتنبرغ في عام 2001م وكانت لها اتصالات مع AFA السويدية لكنها كانت مختلفةً في أنها كانت منظمة صارمة وليست شبكة. استُلهمت إستراتيجية المنظمة وتكتيكاتها من حركة العمل المناهض للفاشية البريطانية. في عام 2014م، حُكم على ألمجرين بالسجن لمدة خمس سنوات بتهمة طعن نازي جديد في الظهر خلال أعمال الشغب العنيفة في ستوكهولم في ديسمبر 2013م. في سبتمبر 2015م تم حل المنظمة. خلال سنوات نشاطها نفذت الجبهة عدة هجمات ضد سياسيين يمينيين متطرفين ونازيين جدد. غالبًا ما كان أعضائها يصورون هذه الإجراءات كجزء من دعايتهم وتكتيكاتهم لتخويف النازيين الآخرين. لقد اقتحموا المنازل، ودمروا الممتلكات، ووضعوا الفؤوس في الأبواب وألقوا قنابل الدخان في شقق من بين أشياء أخرى.[بحاجة لمصدر]